# Międzynarodowa Federacja Gier Komputerowych
Międzynarodowa Federacja Gier Komputerowych (ang. International Computer Games Association, ICGA) – organizacja założona w 1977 r. przez programistów, aby m.in. organizować mistrzostwa świata komputerów w szachach.